# Fouga CM.8.R.8,3 Midjet
Le CM.8.R.8,3 Midjet est un avion de course conçu par le département aviation des Établissements Fouga & Cie dans les années 1950 pour la société « Les Courses Aériennes » qui souhaite réaliser des courses d'avions à réaction.

## Conception et développement
Au début des années 1950, les meetings aériens peinent à se renouveler alors que le public se passionne pour l'aviation à réaction alors en pleine effervescence. Constatant que les courses de petits avions (moins de 500 kg au décollage) dits « Midgets » remportent un grand succès aux États-Unis, l'idée apparaît dès 1949 d'importer ces courses en les adaptant à des avions à réaction,,,.
Sous l'impulsion de René Ganneau, la société Les Courses Aériennes est créée en novembre 1951 avec à sa tête le colonel Dhôme, as de 14-18. Elle propose d'organiser des courses de 6 à 8 Midjet identiques (détournement du Midget américain pour insister sur l'idée d'avion à réaction) de façon itinérante. L'ensemble devait être financée par les ventes de billets et le parrainage des avions par des entreprises.  
Parmi les constructeurs capables de produire ces avions, Fouga qui propose une version raccourcie de son Cyclope est préféré à SIPA. Huit exemplaires sont commandés fin 1951 (avec une option d'achat pour 4), mis en chantier le 1er novembre 1952 et le premier exemplaire vole le 30 mai 1952. 
Le 6 juillet 1952, Léon Bourriau doit évacuer un Cyclope à la suite d'une défaillance de l'avion attribuée à l'empennage papillon. Cet incident ralentit la certification du Midjet et compromet le programme de la tournée établi.  
La société est finalement dissoute. Fouga envisage de convertir les exemplaires produits en avions téléguidés sous la dénomination CM.8.R.8,3.T.

## Exploitation
Le Midget est présenté au meeting de Toussus en 1952. 